# 少年隊 35th Anniversary BEST
『少年隊 35th Anniversary BEST』（しょうねんたい サーティーフィフス アニバーサリー ベスト）は、少年隊の2枚目のベスト・アルバム。デビュー35周年の日である2020年12月12日にジャニーズ・エンタテイメントから発売された。

## 概要
少年隊オリジナル・ミュージカルPLAYZONEの公演に際して発売される音楽アルバムを除くと、1999年1月27日にリリースされたアルバム『Prism』から約21年ぶりのアルバム。ベストアルバムとしては、1988年3月10日にリリースされた『BEST OF 少年隊』以来32年ぶり2作目となる。
レコードデビュー前の楽曲や、ワーナー・パイオニア、ポニーキャニオン在籍時の楽曲も収録されている初のオールタイム・ベストアルバムである。
「完全受注生産限定盤（5CD+7DVD）」および一般向けの「通常盤（3CD）」の2形態で発売された。発売日は、少年隊のデビュー35周年の日である2020年12月12日。なお、CD+DVD BOXは2020年12月12日に購入者に配達された。
2020年9月20日、株式会社ジャニーズ事務所と所属タレントの錦織一清・植草克秀は、同年12月31日をもってジャニーズ事務所を退所することをファンクラブ会員サイトで報告と同時に本作の発売が公表された。
13thシングル『続・じれったいね』を除く全てのシングル表題曲を収録。また、アルバム曲、プレゾンで使用した曲などに加えて、初CD化曲や未発表曲を多数収録している。
完全受注生産限定盤に含まれる7枚のDVDの収録映像は、オリジナル発売時はVHSビデオ映像であったが、本作で初めてDVD化された。またDVD BOX『少年隊35th Anniversary PLAYZONE BOX 1986-2008』(22枚組)も同時発売され、オリジナル発売時にVHSビデオ映像であった初期の作品や未DVD化の作品が初めてDVD化されている。
CD+DVD BOX、および同時発売のDVD BOXは少年隊ベストアルバム特設サイトでのみ、2020年9月23日11時から2020年10月9日23時59分まで受注を受け付けた。ファンクラブ会員でない一般の購入者でも購入出来たが、ファンクラブ会員は一般価格よりも安かった。また、同時発売されたDVD BOXと同時購入すると、両方を収納出来る特製ボックスに入れて届けられた。さらにファンクラブ会員がCDとDVD両方ボックスを購入した希望者には、パッケージの表紙に希望する文字（名前）が入れられるサービスがあった（それ以外に、ファンクラブ会員向けと一般購入者向けの仕様に差異は無い）。また、受注生産盤のブックレットには、錦織とプライベートで親交のあるノーナ・リーヴスの西寺郷太が聞き手となり、2008年8月以降表立ったグループの活動が全く無かった3人が、収録曲について語るインタビューも掲載されている。
販売方法を知らずに購入機会を逃した事例も多く、インターネットの個人売買サイトでは高額な転売も見られた。そのため、再販を希望する切実な声がSNS上で多数上がったが、J-STORM側は「完全限定受注販売なので、再販の予定は無い」としている。
販売当初にJ-STORM側は「返品対象商品については、期限を商品お届け日より10日以内とし、それ以降の返品・交換のご要望は受けられない」とのアナウンスをしていたが、購入者より「ベストアルバムがCD5枚とDVD7枚、DVDボックスは22枚組と、両商品を購入した場合には計34枚のディスクの動作確認、不具合の有無を10日間以内、しかも忙しい師走の中では難しい」との声が多数あがり、J-STORM側は急遽「返品・交換対応は、2021年1月末まで延長する」と対応を切り替えた。
このベスト盤の発売に伴い、植草は「なるべく皆さんの気持ちが届いた、そんなベスト盤になったんじゃないかな」と、東山は「僕らの青春を是非、楽しんで下さい！」とコメントした。

## 製作
企画の発案は植草で、2018年頃に少年隊の楽曲全てをデータ化してもらったのをきっかけに「自分達がやってきたことを一つの形にしたい」と考え、「アルバム発売半年前からスタッフと共に話し合いを重ね、試行錯誤した末にこのような形になった」と話している。
植草の誕生日である2020年7月24日に、オフィシャル携帯サイト『Johnny's web』内の連載企画『GC(ガハハ倶楽部、2020年12月31日終了)』内にて、「少年隊の好きな曲を教えて！」と銘打ち、読者よりアンケートを募集した。募集の際は本作について触れてはいなかったが、「選曲にはファンの皆さんの声を反映したくて。どうしても“一緒に作る作品”にしたかった」「『ファンの皆さんと一緒に作っていく“物語”が大事なんだ』とジャニーさんに教わったから」とその思いを明かしている。
選曲は各メンバーのソロ曲も植草が行い、錦織と東山のソロ曲は、植草が選曲した中から各自が決定した。DISC 5（完全受注生産限定盤）- EXTRA -の新録バージョンについては、「限られた時間のなかで、“これとこれを録り直そう”」とメンバー3人とスタッフで決めて、いくつかニューボーカル版が製作された。また、植草の提案で演奏から録り直した曲もあり、ディレクター達と丁寧に一曲一曲作りあげたと語っている。未発表曲の3曲は、録音時期は覚えていなかったが、楽曲が良かったので収録したと述べている。

## 収録曲

### CD
既発のシングル曲（カップリング曲）のうち、※はアルバム初収録曲、※※はシングルバージョンアルバム初収録曲。その他は、別記を参照のこと。

#### DISC 1（全タイプ共通）
1. 仮面舞踏会 [3:46]※※
作詞：ちあき哲也、作曲：筒美京平、編曲：船山基紀
  - 1stシングル
2. デカメロン伝説 [3:31]
作詞：秋元康、作曲：筒美京平、編曲：新川博
  - 2ndシングル
3. ダイヤモンド・アイズ [4:11]※※
作詞：神田エミ、川田多摩喜、作曲：長沢ヒロ、編曲：戸塚修
  - 3rdシングル
4. バラードのように眠れ [4:28]
作詞：松本隆、作曲：筒美京平、編曲：馬飼野康二
  - 4thシングル
5. STRIPE BLUE [3:48]
作詞：松本隆、作曲：筒美京平、編曲：馬飼野康二
  - 5thシングル
6. 君だけに [4:46]
作詞：康珍化、作曲：筒美京平、編曲：馬飼野康二
  - 6thシングル
7. ABC [4:07]
作詞：松本隆、作曲：筒美京平、編曲：船山基紀
  - 7thシングル
8. LADY [3:27]※※
作詞：川村真澄、作曲・編曲：服部克久
  - 8thシングル
9. SILENT DANCER （シングル・バージョン） [5:00]※※
作詞：売野雅勇、作曲・編曲：和泉常寛
  - 9thシングル。本作では8cmCDシングルのカップリング曲である「シングルバージョン」が収録されている。
10. ふたり [5:00]※
作詞・作曲：飛鳥涼、編曲：矢賀部竜成、ストリング・アレンジ：服部克久
  - 10thシングル
11. What's your name? [4:19]※
作詞：宮下智、作曲・編曲：Jimmy Johnson
  - 11thシングル
12. じれったいね [4:28]※
作詞：森浩美、作曲：筒美京平、編曲：新川博
  - 12thシングル
  - 13thシングル『続・じれったいね』は未収録
13. まいったネ 今夜 [4:13]※※
作詞・作曲：宮下智、編曲：石田勝範
  - 14thシングル

#### DISC 2（全タイプ共通）
1. 封印LOVE [4:08]※
作詞：亜伊林、作曲・編曲：杉山洋介
  - 15thシングル
2. FUNKY FLUSHIN' [4:43]※※
作詞：吉田美奈子、作曲：山下達郎、編曲：船山基紀、コーラスアレンジ：山下達郎
  - 16thシングル
3. 砂の男 [5:19]※
作詞：真名杏樹、作曲：羽場仁志、編曲：船山基紀
  - 17thシングル
4. You're My Life-美しい人へ- [4:29]※
作詞：松本礼児、作曲：穂口雄右、編曲：長岡成貢、椎名和夫
  - 18thシングル
5. EXCUSE [4:53]※※
作詞：及川眠子、作曲：井上ヨシマサ、編曲：船山基紀
  - 19thシングル。作曲の井上より「少年隊を裸にしたい」という意向で製作された[11]。
6. Oh!! [3:44]※
作詞：松井五郎、作曲：藤尾領、編曲：山中紀昌
  - 20thシングル
7. 湾岸スキーヤー [4:33]
作詞：秋元康、補作詞・作曲：山下達郎・Alan O'Day、編曲：井上鑑、コーラスアレンジ：山下達郎
  - 21stシングル
8. 愛と沈黙 [4:51]
作詞：康珍化、作曲：中西圭三・小西貴雄、編曲：小西貴雄
  - 22ndシングル
9. 情熱の一夜 [4:54]
作詞：松井五郎、作曲・編曲：馬飼野康二
  - 23rdシングル。振付師がトラヴィス・ペインだったこともあり、踊りはかなり難しかったそうである[11]。
10. ロマンチックタイム [4:31]※
作詞：古山博、作曲：林哲司、編曲：船山基紀
  - 24thシングル
11. 君がいた頃 [4:41]※
作詞：PLATINA、作曲・編曲：馬飼野康二
  - 25thシングル
12. 想 SOH [5:32]※※
作詞：島崎貴光、作曲：Thomas Thornholm，Michael Clauss，Dan Attlerud、編曲：m-takeshi
  - 26thシングル

#### DISC 3（通常盤）
1. あなたに今Good-bye [2:57]
作詞：宮下智、作曲：新田一郎、編曲：新田一郎、馬飼野康二
  - ビデオ「少年隊」収録曲。初CD化。本作ではコーラスの無いビデオバージョンではなく、コーラス入りのバージョンを収録。なお、ビデオとは曲のタイトルが若干変更されている。
2. あいつとララバイ [4:49]
作詞・作曲：宮下智、編曲：石田勝範
  - 初主演映画「あいつとララバイ」主題歌、ビデオ「少年隊」収録曲。初CD化。ビデオでは曲中に映画の映像やセリフが収録されているが、本作ではセリフ等が無いオリジナルバージョンを収録。
3. トワイライト・フィーリング [4:00]
作詞：SHOW、作曲：佐藤健、編曲：石田勝範
  - ビデオ「少年隊」収録曲。初CD化。ビデオ収録音源とはボーカルテイクが若干異なる。
4. 感じだね......デラ [3:59]
作詞：小林和子、作曲・編曲：松下誠
  - 明治ミルクチョコレート「Dela」CMソング。本作で初CD化、初商品化となる。
5. 春風にイイネ! [3:36]
作詞：宮下智、作曲：佐藤健、編曲：中村哲
  - 1stシングル『仮面舞踏会』〈TYPE-B〉カップリング曲で、レコード化されている再録バージョンを収録。
6. ONE STEP BEYOND [4:07]※
作詞：アラン・オデイ、作曲：S.A.Williams、編曲：船山基紀
  - 1stシングル『仮面舞踏会』〈TYPE-C〉カップリング曲
7. レイニー・エクスプレス [4:12]
作詞・作曲：宮下智、編曲：マーク・ゴールデンバーグ
  - 3rdシングル『ダイヤモンド・アイズ』カップリング曲
8. サクセス・ストリート [3:53]
作詞：ちあき哲也、作曲：筒美京平、編曲：船山基紀
  - 1stアルバム『翔 SHONENTAI』収録曲
9. 星屑のスパンコール [4:53]
作詞：安藤芳彦、作曲：和泉常寛、編曲：戸塚修
  - 1stアルバム『翔 SHONENTAI』収録曲
10. ヴギウギ・キャット! [4:31]
作詞：安井かずみ、作曲：加藤和彦 、編曲：新川博
  - ミニアルバム『WONDERLAND』収録曲
11. First Memory [4:29]
作詞：松本一起、作曲・編曲：服部克久
  - 3rdアルバム『PRIVATE LIFE -Light & Shadow-』収録曲
12. 愛の手紙 [4:15]※
作詞：森浩美、作曲：筒美京平、編曲: 船山基紀
  - 12thシングル『じれったいね』カップリング曲
13. PGF [5:57]※
作詞：及川眠子、作曲：井上ヨシマサ、編曲：岩崎文紀
  - 20thシングル『Oh!!』カップリング曲
14. The longest night [4:36]
作詞：根津洋子、作曲：坂本洋、編曲：岩田雅之
  - 5thアルバム『Prism』収録曲。錦織が大好きな曲で、PLAYZONEのオープニングや、レギュラー番組『少年隊夢』でも使用された[11]。

#### DISC 3（完全受注生産限定盤）
- PLAYZONE -
1. 1998〜星の彼方へ〜 [6:44]
作詞：康珍化、作曲・編曲：松下誠
  - PLAYZONE'87「TIME-19」より。4thアルバム『TIME-19』収録曲
2. こわがらないで、天使（エンジェル） [4:39]
作詞：康珍化、作曲：Joey Carbone・Richie Zito、編曲：新川博
  - PLAYZONE'87「TIME-19」より。4thアルバム『TIME-19』、サウンドトラック『PLAYZONE'87 TIME-19 ミュージカル・抜粋』収録曲だが、前者は東山のスタジオソロ、後者は3人でのライブ音源だった。今作は3人でのスタジオ音源であり、厳密には初CD化。
3. グッバイ・カウントダウン [6:07]
作詞：康珍化、作曲：都志見隆、編曲：新川博
  - PLAYZONE'87「TIME-19」より。4thアルバム『TIME-19』収録曲
4. パーティーが終わっても [4:55]
作詞・作曲：宮下智、編曲：ボブ佐久間
  - PLAYZONE'88「カプリッチョ-天使と悪魔の狂想曲-」より。サウンドトラック『PLAYZONE'88 カプリッチョ -天使と悪魔の狂想曲-』収録曲
5. Baby Baby Baby [4:49]
作詞：久和カノン、作曲：安田信二、編曲：岩崎文紀
  - PLAYZONE'89「Again」より。サウンドトラック『PLAYZONE'89 Again』収録曲
6. ダンス ダンス ダンス [4:33]
作詞：戸沢暢美、作曲：武正誠、編曲：船山基紀
  - PLAYZONE'90「SHOW劇 MASK (仮面)」より。サウンドトラック『PLAYZONE'90 SHOW劇 MASK (仮面)』収録曲
7. かがやきの日々 [5:06]
作詞：Henry Krieger・Bob Breslo / 日本語詞:森浩美、作曲：Henry Krieger・Bob Breslo、編曲：小野寺忠和
  - PLAYZONE'91「SHOCK」より。初CD化。原曲タイトルは「THINGS THAT DREAMS ARE MADE OF」の英語詞の楽曲であり、その曲の日本語詞曲（カバー曲ではなく、ミュージカルの為に書き下ろされたオリジナル曲）。VHS『PLAYZONE'91 SHOCK』には「かがやきの日々 ～THINGS THAT DREAMS ARE MADE OF～」と表記されている。また日本音楽著作権協会のデータベースでは、副題として「輝きの日々」で登録されている。
8. We'll Be Together [3:51]
作詞：ジャニー喜多川・小倉めぐみ、作曲：Joey Carbone、編曲：新川博・佐藤泰将
  - PLAYZONE'94「MOON」より。ジャニー喜多川が楽曲製作、提供した数少ない楽曲の1曲である。サウンドトラック『PLAYZONE 2005 -20th Anniversary〜 Twenty Years …そしてまだ見ぬ未来へ』にて初CD化されたが、今作に収録されているものは2005年のものとは演奏・ボーカルとも異なり、厳密には初CD化音源。ただし本来は1992年のミュージカル「SHOW劇'92 MASK」の劇中歌に使用した音源は2023年10月時点 未CD化。
9. HOLD YOU TIGHT [4:30]
作詞：松井五郎、作曲・編曲：馬飼野康二
  - PLAYZONE'97「RHYTHMⅡ」より。サウンドトラック『PLAYZONE'97 RHYTHMⅡ』収録曲
10. 誘われてEX（エクセレント） [4:44]
作詞：松本一起、作曲・編曲：馬飼野康二
  - PLAYZONE'97「RHYTHMⅡ」より。サウンドトラック『PLAYZONE'97 RHYTHMⅡ』収録曲
11. bite The Love [3:38]
作詞：松井五郎、作曲：飯田建彦、編曲：新川博
  - PLAYZONE'98「5night's」より。サウンドトラック『PLAYZONE'98 5night's』収録曲
12. Goodbye & Hello [5:45]
作詞：康珍化、作曲：筒美京平、編曲：船山基紀
  - PLAYZONE 1999「Goodbye & Hello」より。20thシングル『情熱の一夜』カップリング曲、サウンドトラック『PLAYZONE'99 Goodbye & Hello』収録曲
13. めぐりゆく夏 [5:18]
作詞：Platina、作曲：馬飼野康二、編曲：船山基紀
  - PLAYZONE2000「THEME PARK」より。サウンドトラック『PLAYZONE2000 THEME PARK』収録曲
14. プリマヴェラ〜灼熱の女神〜 [4:04]
作詞：西寺郷太、作曲：George Wallen・Frans Janousek・Andres Sjogten、編曲：大坪直樹
  - PLAYZONE2001「”新世紀”EMOTION」より。サウンドトラック『PLAYZONE2001 "新世紀" EMOTION』収録曲
15. Fin. [4:20]
作詞：錦織一清、作曲：安田信二、編曲：青柳誠
  - PLAYZONE FINAL 1986〜2008 SHOW TIME Hits Series「Change」より。初CD化。

#### DISC 4（完全受注生産限定盤）
- SOLO -
1. My Little Simple Words [New Vocal] - 植草克秀  [5:05]
作詞：戸沢暢美、作曲：Joey Carbone、編曲：船山基紀
  - ミニアルバム『WONDERLAND』収録曲の再録バージョン。
2. ロングタイム・ロマンス - 植草克秀 [4:56]
作詞：康珍化、作曲：羽田一郎、編曲：松下誠
  - 2ndアルバム『TIME・19』収録曲。錦織がコーラスで参加。再録音ではないが今作ではミックスが変更されており、ボーカルがクリアになっているほか、アウトロも引き伸ばされ演奏タイムがオリジナルより20秒伸びている。厳密には初CD化。
3. キッチン! - 東山紀之 [4:33]
作詞・作曲：宮下智、編曲：石田勝範
  - サウンドトラック『PLAYZONE'89 Again』収録曲
4. どーしようもない - 東山紀之 [5:20]
作詞：松井五郎、作曲：荒木真樹彦、編曲：新川博・荒木真樹彦
  - VHS/LD『PLAYZONE'89 Again』収録曲。田原俊彦(アルバム『TOKYO BEAT』収録)のカバー。公式サイトには表記は無いが、初CD化。
5. 星も見えない夜 - 錦織一清 [5:20]
作詞：野田薫、作曲：Leon Walker、編曲：石田勝範 / コーラスアレンジ：椎名和夫
  - サウンドトラック『PLAYZONE'90 SHOW劇 MASK（仮面）』収録曲
6. あの日… - 錦織一清 [2:03]
作詞：森泉博行、作曲・編曲：ボブ佐久間
  - VHS/LD『PLAYZONE'91 SHOCK』収録曲。初CD化。
7. Before Fight - 東山紀之 [3:37]
作詞：久和カノン、作曲：林田健司、編曲：CHOKKAKU
  - VHS/LD『PLAYZONE'92 さらばDiary』収録曲。初CD化。
8. Replicant Resistance - 錦織一清 [3:18]
作詞：相田毅、作曲・編曲：岩田雅之
  - VHS/LD『PLAYZONE'92 さらばDiary』収録曲。初CD化。
9. 千年メドレー（Ever Dream〜All The World Is A Stage） - 東山紀之 [6:44]
Ever Dream - 作詞：森浩美、作曲：林田健司、編曲：船山基紀
All The World Is A Stage - 作詞：森浩美・小倉めぐみ、作曲：林田健司、編曲：新川博
  - サウンドトラック『PLAYZONE'90 MASK (仮面)』に「千年の季節〜Ever Dream〜She’s a Woman」が収録されているが、実際の舞台『PLAYZONE'90 MASK (仮面)』では、歌詞の異なる「千年の夢〜Ever Dream〜All The World Is A Stage」に変更され披露されている。その後のコンサートやPLAYZONEでは「Ever Dream〜All The World Is A Stage」の2曲が「千年メドレー」として度々披露されており、本作ではそのバージョンが収録されている。厳密には初CD化。
  - 「Ever Dream」は林田健司の楽曲「Heart of Gold」、「All The World Is A Stage」（および「She’s a Woman」）は林田健司の楽曲「Jealousy In Love」の歌詞を書き換えたカバー曲。
10. 見果てぬ夢を - 錦織一清 [5:12]
作詞：森浩美、作曲・編曲：ボブ佐久間
  - VHS/LD『PLAYZONE 95 KING&JOKER』収録曲。初CD化。
11. Season of Love - 植草克秀 [4:31]
作詞：陣内大蔵，山中耕作、作曲：陣内大蔵、編曲：秋元直也
  - 5thアルバム『Prism』収録曲
12. Dear… - 植草克秀 [5:43]
作詞：尾崎雪絵、作曲・編曲：馬飼野康二
  - サウンドトラック『PLAYZONE2005 〜20th Anniversary〜 Twenty Years…そしてまだ見ぬ未来へ』収録曲

#### DISC 5（完全受注生産限定盤）
- EXTRA -
1. まいったネ 今夜 2020 [New Vocal] [3:27]
作詞・作曲：宮下智、編曲：船山基紀
  - 14thシングル『まいったネ 今夜』のニューボーカル・バージョン。曲の冒頭で、ミュージカル『バイ・バイ・バーディー』の劇中歌『Put On a Happy Face』が引用されている。この演奏バージョンは『第40回NHK紅白歌合戦』で披露された。
2. ミッドナイト・ロンリー・ビーチサイド・バンド [New Vocal] [4:18]
作詞：康珍化、作曲：筒美京平、編曲：馬飼野康二
  - 6thシングル『君だけに』のカップリング曲のニューボーカル・バージョン。「若いころに“これは大人になってから歌ってみたらカッコいいだろうな“」と思い、50代になって歌い直してみたが、植草は「まぁ……難しくて歌えない（笑）。50代だから歌えると思ったらまだまだでしたね……」と答えている[11]。
3. Because [6:16]
作詞：船越敬司、作曲：飯田建彦、編曲：井上鑑 / コーラスアレンジ：吉川智子 from AMAZONS
  - 未発表曲
4. Baby Baby Baby 2020 [New Vocal] [5:18]
作詞：久和カノン、作曲：安田信二、編曲：岩崎文紀・川端正美
  - サウンドトラック『PLAYZONE'89 Again』収録曲のニューボーカルバージョン。また編曲も、1番の歌唱部分は川端正美編曲による再レコーディングバージョン、2番以降は岩崎文紀編曲のオリジナルオケのリミックスバージョンが収録されている。
5. 君だけに [New Vocal] [4:50]
作詞：康珍化、作曲：筒美京平、編曲：馬飼野康二
  - 6thシングル『君だけに』のニューボーカル・バージョン。演奏は、シングルバージョンがリミックスされている。
6. GATE [5:18]
作詞：松井五郎、作曲：桑原秀明、編曲：鈴木Daichi秀行 / コーラスアレンジ：岩田雅之
  - 未発表曲
7. 星屑のスパンコール 2020 [New Vocal] [5:13]
作詞：安藤芳彦、作曲：和泉常寛、編曲：戸塚修・川端正美
  - 1stアルバム『翔 SHONENTAI』収録曲のニューボーカルバージョン。また、演奏も再レコーディングされており、原曲よりキーが下げられて歌われている。
8. Let's Go To Tokyo [New Vocal] [2:45]
作詞・作曲：Charles Strouse、編曲：石田勝範・ボブ佐久間
  - サウンドトラック『PLAYZONE'90 SHOW劇 MASK (仮面)』収録曲の、ニューボーカルバージョン。
9. ビロードの闇に抱かれて [4:52]
作詞：山本成美、作曲：馬飼野康二、編曲：船山基紀 / コーラスアレンジ：岩田雅之
  - 未発表曲
10. 夏の名前 [4:34]
作詞：阿久悠、作曲：筒美京平、編曲：戸塚修
  - ドキュメンタリー映画「燃える白球」主題歌[12]。初CD化。
11. 仮面舞踏会 Remix 2020 [4:34]
作詞：ちあき哲也、作曲：筒美京平、編曲：船山基紀・吉岡たく
  - デビューシングル『仮面舞踏会』のリミックス・バージョン。ボーカルは「BEST OF 少年隊」の再録バージョンを使用。また本作の2番〜大サビの間に、テレビ出演時に使用（演奏）されていた1番〜大サビまでに挿入されていた間奏部分が採用されている。

### DVD
※完全受注生産限定盤のみ

#### DISC 6
- 少年隊
  - VHSL/LD『少年隊』（1984年5月21日発売）の映像を初DVD化

#### DISC 7
- LAら LAら LAら
  - VHS/LD『LAら LAら LAら』（1986年7月7日発売）の映像を初DVD化

#### DISC 8
- NEW YEAR CONCERT'87 SHONENTAI 武道館LIVE
  - VHS/LD『武道館LIVE「NEW YEAR CONCERT'87 SHONENTAI」』（1987年2月25日発売）の映像を初DVD化

#### DISC 9
- SHONENTAI SPRING TOUR'90
  - VHS/LD『SPRING TOUR'90』（1990年8月8日発売）の映像を初DVD化

#### DISC 10
- SHONENTAI SPRING TOUR'92
  - VHS/LD『SPRING TOUR'92』（1992年7月10日発売）の映像を初DVD化

#### DISC 11
- 少年隊 10th ANNIVERSARY LIVE 1995〜1996
  - VHS/LD『少年隊 10th ANNIVERSARY LIVE 1995〜1996』（1996年5月6日発売）の映像を初DVD化

#### DISC 12
- SHONENTAI 1998.1.16,17 TOKYO TAKARAZUKA THEATER
  - VHS『SHONENTAI 1998.1.16,17 TOKYO TAKARAZUKA THEATER』（1998年4月29日発売）の映像を初DVD化